# Sur la plage
Sur la plage est une peinture à l'huile réalisée par Eugen de Blaas en 1908.

## Description
Cette peinture à l'huile de 43,2 × 73,7 cm a été réalisée par Eugen de Blaas en 1908. L'œuvre est centrée sur une femme habillée mais aux pieds nus. Debout sur une plage, elle place ses mains derrière sa tête. À côté d'elle est posé un panier. La femme est le panier sont détaillés. Au second plan, on voit de la végétation peu détaillée. Le flou s'accentue dans l'arrière plan avec une étendue d'eau, des bâtiments et le ciel.

### La femme
Elle est habillée mais au pieds nus. Debout sur une plage, elle place ses mains derrière sa tête. L'effet de relief est réalisé par le dessin des plis des vêtements et des ombres. Par exemple la jupe avec ses plis prononcés; l'ombre de la jupe à l'endroit où elle est retournée vers l'intérieur et les ombres sous les bras et le visage. Les habits deviennent plus détaillés lorsque l'on regarde de bas en haut. De nuances claires en bas, des mélanges de couleurs au milieu, suivi d'un effet de torsion au-dessus de la jupe. Ensuite le détail va jusqu'au dessin des boutons et des lignes parallèles. Le visage est dessiné avec soin. On notera la précision du contour de la boucle d'oreille, son effet doré. Ceci contraste avec la simplification de l'oreille.

### Le panier
Le panier est plutôt détaillé, excepté la partie inférieure. Le peintre a représenté un panier en osier. Il contient visiblement des coquillages.

### Le sol et la végétation
Le sol, net au premier au plan, s'estompe rapidement dans le fond, se confondant avec l'eau. La végétation est simplifiée mais elle comporte plusieurs couleurs.

### L'étendue d'eau
L'étendue d'eau, qui est probablement la mer, est très simplifiée. Il n'y a pas de vagues. La limite entre le sol et l'eau est floue, sauf derrière la végétation, ce qui, combiné à l'horizon, donne l'effet de dénivelé.

### Les bâtiments
Ils sont plus détaillés à droite qu'à gauche.

### Le ciel
Il est plus travaillé que l'eau. On différencie les zones nuageuses des zones dégagées du ciel.